# Мушат, Симона
Симона Думитрица Мушат (рум. Simona Dumitrița Mușat; род. 16 сентября 1981, Ботошани), в девичестве Стрымбески (рум. Strîmbeschi) — румынская гребчиха, выступавшая за сборную Румынии по академической гребле в 2000-х годах. Бронзовая призёрка летних Олимпийских игр в Пекине, обладательница двух серебряных медалей чемпионатов мира, двукратная чемпионка Европы, победительница и призёрка многих регат национального значения.

## Биография
Симона Стрымбески родилась 16 сентября 1981 года в городе Ботошани, Румыния. Начинала заниматься академической греблей в местном одноимённом клубе «Ботошани», позже проходила подготовку в Бухаресте в столичном клубе «Динамо».
Впервые заявила о себе в гребле на международной арене в сезоне 1998 года, выиграв золотую медаль в парных четвёрках на юниорском мировом первенстве в Линце. Год спустя на аналогичных соревнованиях в Пловдиве стала в той же дисциплине серебряной призёркой.
В период 2000—2002 годов активно выступала на молодёжном уровне, в распашных безрульных четвёрках выигрывала бронзовую медаль на молодёжном Кубке наций в Копенгагене.
В 2003 году вошла в основной состав румынской национальной сборной и дебютировала в Кубке мира, в частности в восьмёрках получила золото и серебро на этапах в Люцерне и Милане соответственно. При этом на чемпионате мира в Милане попасть в число призёров не смогла — в зачёте парных четвёрок сумела квалифицироваться лишь в утешительный финал B и расположилась в итоговом протоколе соревнований на десятой строке.
Благодаря череде удачных выступлений удостоилась права защищать честь страны на летних Олимпийских играх 2004 года в Афинах — вместе с напарницей Камелией Михалчей заняла в программе парных двоек итоговое пятое место, отстав от победившей команды Новой Зеландии почти на 16 секунд.
После афинской Олимпиады Мушат осталась в составе гребной команды Румынии на ещё один олимпийский цикл и продолжила принимать участие в крупнейших международных регатах. Так, в 2005 году она добавила в послужной список золотую и серебряную медали, полученные в восьмёрках на этапах Кубка мира в Люцерне и Итоне соответственно, тогда как на чемпионате мира в Гифу показала четвёртый результат в безрульных двойках и получила серебро в рулевых восьмёрках.
В 2006 году в восьмёрках одержала победу на этапах Кубка мира в Познани и Люцерне, в то время как на мировом первенстве в Итоне финишировала шестой.
На чемпионате мира 2007 года в Мюнхене стала серебряной призёркой в восьмёрках, в той же дисциплине победила на чемпионате Европы в Познани.
Находясь в числе лидеров румынской национальной сборной, благополучно прошла отбор на Олимпийские игры 2008 года в Пекине — на сей раз со своим экипажем в восьмёрках пересекла финишную черту третьей позади команд из США и Нидерландов — тем самым завоевала бронзовую олимпийскую медаль. Кроме того, в этом сезоне отметилась победой на чемпионате Европы в Афинах. Вскоре по окончании этого сезона приняла решение завершить спортивную карьеру.